# Gunnuhver

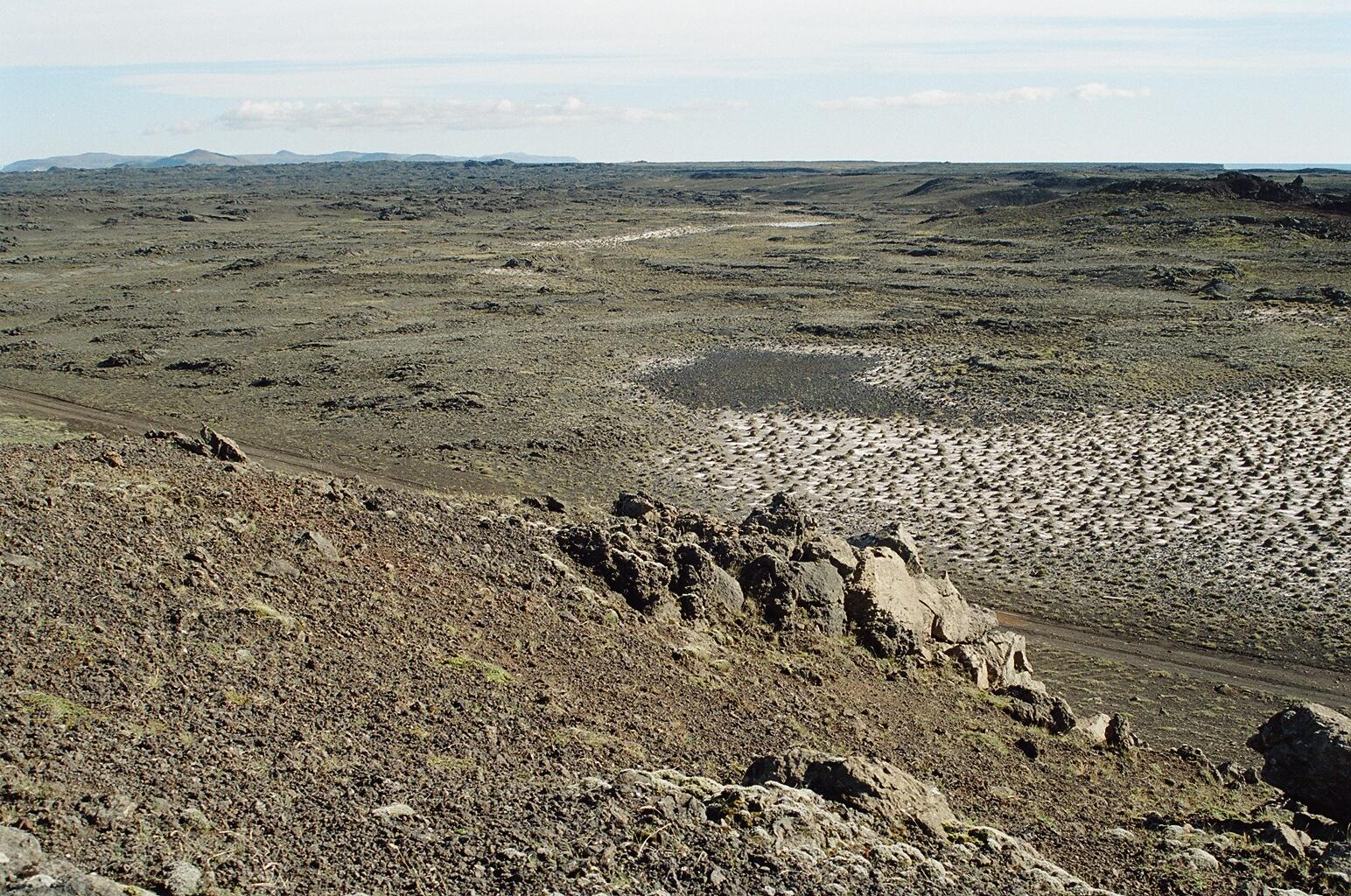
Ausgetrockneter Salzsee in der Nähe der Gunnuhver

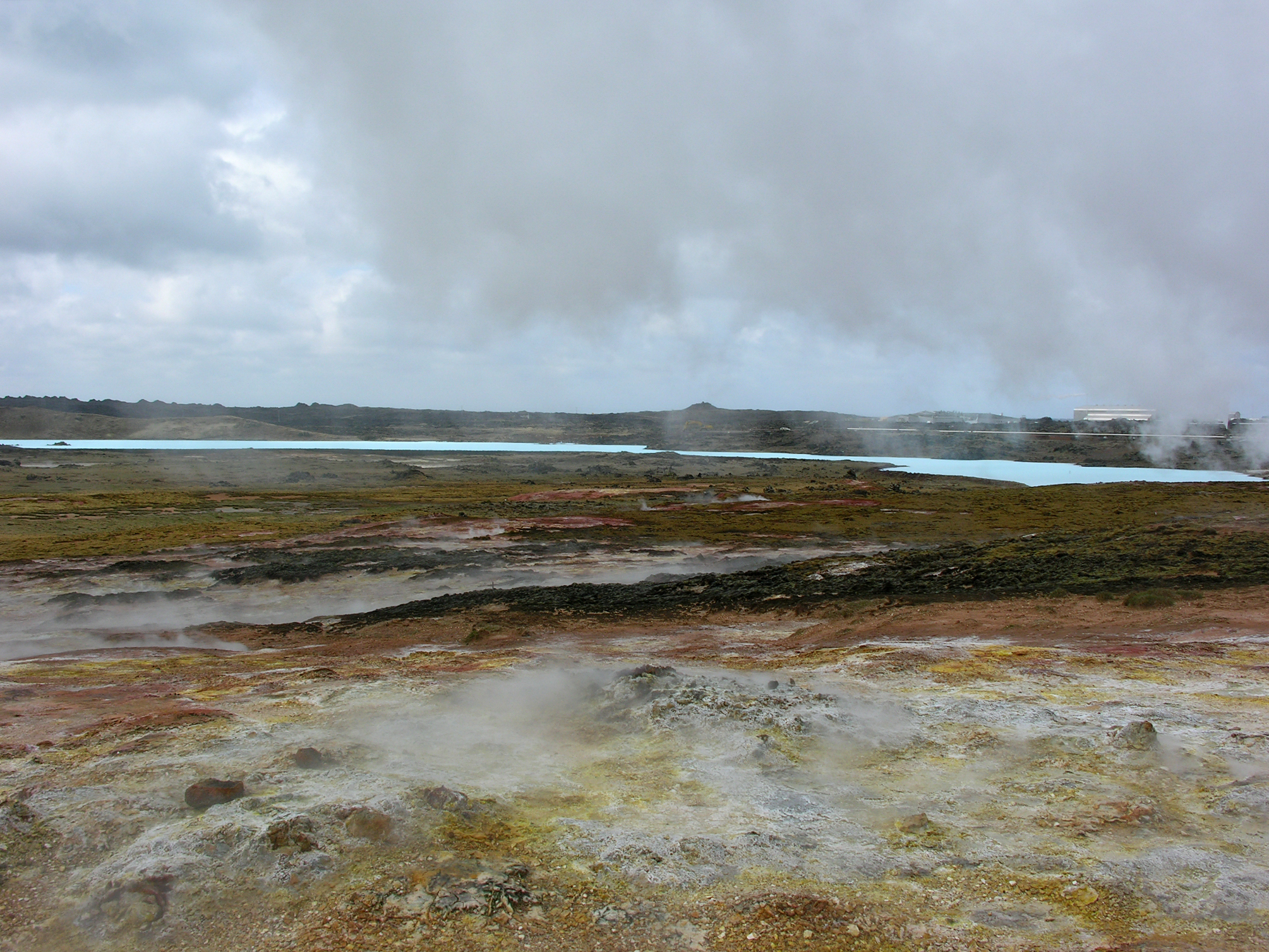
Zum Vergleich: Gunnuhver 2006, Blick zum Kraftwerk

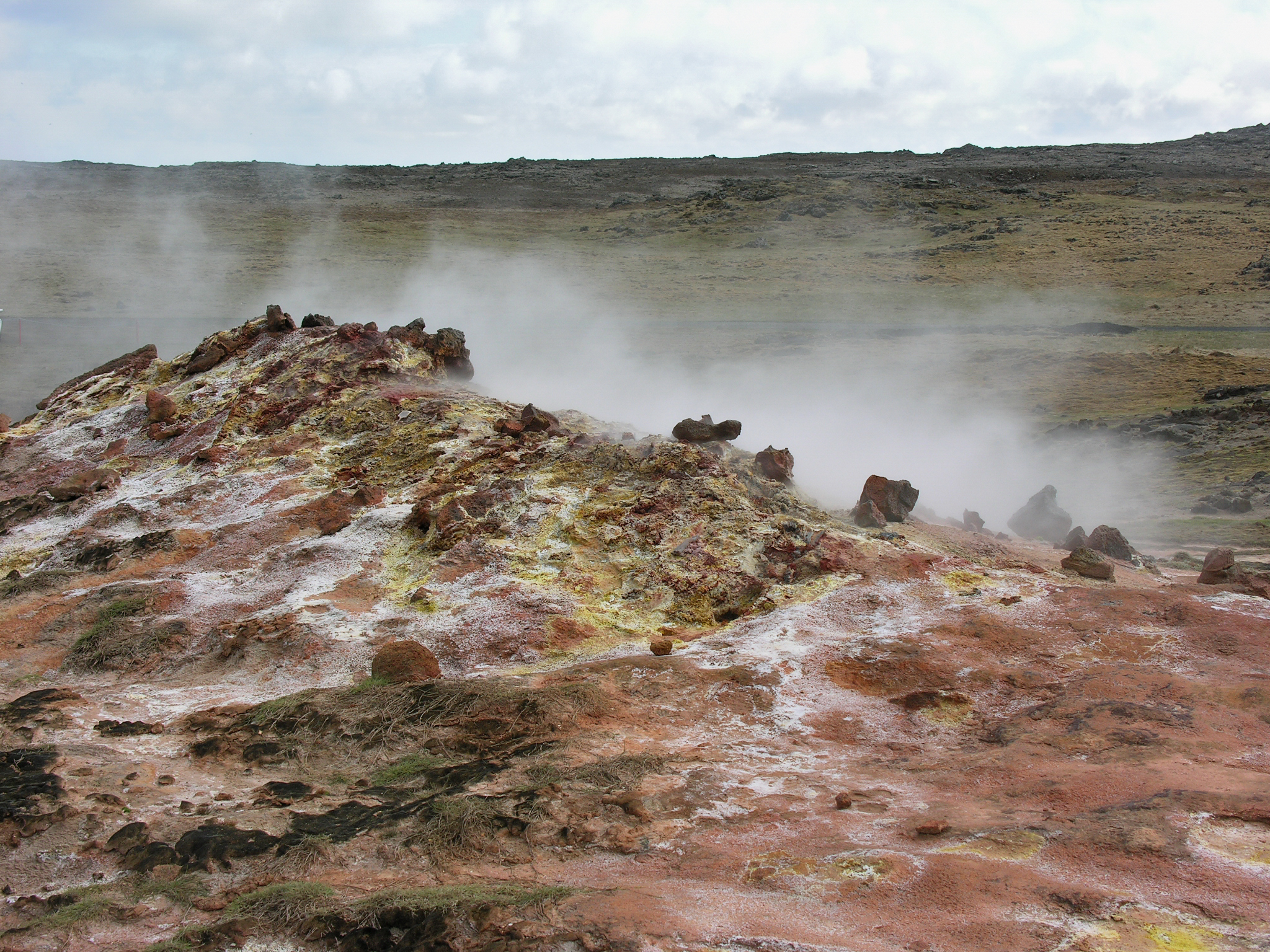
Gunnuhver 2006

Der Vulkan Gunnuhver liegt im Südwesten Islands, westlich des Fischerortes Grindavík. Dabei handelt es sich um das zentrale Hochtemperaturgebiet des Vulkansystems Reykjanes, das auf der gleichnamigen Halbinsel liegt.

## Das Vulkansystem Reykjanes

### Das Hochtemperaturgebiet Gunnuhver
Die Temperaturen unter den Thermalquellen betragen über 300 °C und damit handelt es sich um eine der buchstäblich heißesten Stellen in Südwestisland.
Im Hochtemperaturgebiet gibt es Schlammquellen und Fumarolen. Das zu beobachtende Wasser ist jedoch Regenwasser, ohne dieses wäre das Gebiet trocken. Hingegen befindet sich unter dem Hochtemperaturgebiet in Spalten und Höhlen reines salzhaltiges Meerwasser.
Die vulkanische Aktivität setzt sich in diesem und in weiteren Vulkansystemen auf dem Meeresgrund fort, d. h. auf dem Teil des Mittelatlantischen Rückens, der hier Richtung Island aufsteigt und Reykjanesrücken genannt wird. Die letzte nachweisbare Eruption im Vulkansystem Reykjanes fand an submarinen Ausbruchsstellen auf dem Reykjanesrücken südöstlich von Eldey im Jahre 1926 statt.

### Neuere Entwicklungen im Hochtemperaturgebiet
Der Vulkan ist ab 2006 aktiver geworden. Eine Zufahrtsstraße musste 2008 gesperrt werden, weil mitten auf dem Weg eine neue Lehmquelle in Aktion getreten war. Außerdem hat Gunnuhver manchmal kleinere Schlackenausbrüche und schleudert dabei heiße Lehmfetzen 2 bis 4 m hoch in die Luft. Solche Veränderungen und Ausbrüche wurden jedoch auch schon 1905 und 1967 an der Gunnuhver beobachtet.
Zudem gab es Explosionen in der Quelle, so dass die Umgebung zeitweilig abgesperrt wurde. Da die Quelle unberechenbar ist und man nicht weiß, wie weit jeweils die sehr heißen Lehmfetzen geschleudert werden, ist es sehr zu empfehlen, sich in sicherer Entfernung zu halten.
Außerdem haben ähnliche Aktivitäten einer Schlammquelle am Kleifarvatn schon einmal zu einer Explosion geführt, bei der glühende Lehmfetzen mehrere hundert Meter weit durch die Luft flogen (siehe Krýsuvík).
Seit 2008 kann man auf dem Gebiet die Entwicklung eines Kraters mitverfolgen, wie sich deutlich auf Bildern vom August 2008 erkennen lässt.
Nach einer Schließung von mehreren Jahren ist das Gebiet seit Sommer 2010 bedingt wieder zugänglich.

### Geothermalkraftwerk Suðurnes
Die Energie des Vulkansystems wird in einem Geothermalkraftwerk, dem Suðurnes-Kraftwerk genutzt. Außerdem nutzt man das in Höhlen eingedrungene und vom Vulkan erhitzte Salzwasser in einer Fabrik.
Die Kraterreihe der Eldvörp gehört auch zum Reykjanessystem. Dort befindet sich ein weiteres Hochtemperaturgebiet, das ebenfalls vom Suðurneskraftwerk genutzt wird.

### Weitere Vulkansysteme auf Reykjanes
Die Vulkanausbrüche beim Fagradalsfjall seit 2021 und Vulkanausbrüche an der Sundhnúkur-Kraterkette seit 2023 fanden auf Reykjanes statt, werden jedoch den gesonderten Vulkansystemen Fagradalsfjall und Eldvörp-Svartsengi zugeordnet.

## Namensgebung
Der Name des Hochtemperaturgebietes Gunnuhver steht in Verbindung mit der Sage um ein Gespenst namens Gunna (eigentlich Guðrún Önundardóttir). Dieses Gespenst sei hier umgegangen und hätte den Leuten Streiche gespielt wie z. B. ihr Vieh versteckt. Schließlich gelang es dem Pfarrer Eiríkur Magnússon, den Geist in die heiße Quelle zu bannen, die daraufhin den Namen Gunna erhielt.

### Photos und Videos
- Älteres Video Gunnuhver in Aktion, Juli 2007. youtube
- Foto:Zustand des ehemaligen Fahrweges im April 2008. joelsson.blog.is
- Neue Schlammquelle bei der Gunnuhver im Juni 2008. vf.is (Bild und isländischer Kommentar).

### Wissenschaftliche Beiträge
- Reykjanes im Global Volcanism Program der Smithsonian Institution (englisch)
- R. Sigbjörnsson, S. M. Higgins, S. Ólafsson, B. Halldórsson, J. Th. Snæbjörnsson: Comparative Study of Uniform Hazard Spectra Derived using Ground Motion Estimation Models: A Case Study. (PDF; 835 kB) The 14th World Conference on Earthquake Engineering October 12–17, 2008, Beijing, China (englisch)
- M. Keiding u. a.: Plate boundary deformation and man-made subsidence around geothermal fields on the Reykjanes peninsula, Iceland, doi:10.1016/j.jvolgeores.2010.04.011. (englisch)

### Weitere
- Webpage des Ortes Grindavík(isländisch)
- Varað við Gunnuhver. In: Vísir, 4. März 2008 (Gunnuhver: Gefahr einer Schlackeneruption, März 2008) (isländisch)
- Leirgos í Gunnuhver. In: Vísir, 3. März 2008 (Schlackeneruption an der Gunnuhver, März 2008, isländisch, mit Bild).